# Б-2-У
130-мм артиллерийская установка Б-2-У — нереализованная советская корабельная двухорудийная универсальная башенная артиллерийская установка калибра 130 мм. В качестве артиллерии главного калибра установками Б-2-У также планировалось вооружить эскадренные миноносцы проекта 35, эскадренные миноносцы проекта 40 (некоторые из вариантов эскизного проекта) и лидеры эскадренных миноносцев проекта 47.

## Проектирование и испытания
Установка спроектирована КБ завода «Большевик» вместе с ОКБ-172 в 1939 году. В 1940 году было начато изготовление опытного образца, однако в связи с началом Великой Отечественной войны работы были приостановлены.

## Конструкция установки
Установка имела ствол длиной 55 калибров со свободной трубой и горизонтальный клиновой затвор с полуавтоматикой пружинного типа, а также стабилизацию в горизонтальной плоскости. Заряжание раздельно-гильзовое. Люлька индивидуальная для каждого ствола. Начальная скорость выстрела — 900 м/с, дальность стрельбы — 28—29 км, досягаемость по высоте — 13 км. Живучесть ствола — 600 выстрелов, скорострельность — 13 выстрелов в минуту. Охлаждение ствола — естественное.

## Боеприпасы
Из орудия возможно было вести стрельбу полубронебойными, фугасными и осколочно-фугасными снарядами. Масса снаряда — 33,5 кг, масса заряда — 11,65 кг, масса выстрела — 45,2 кг.